# Németh Ákos
Németh Ákos (Székesfehérvár, 1964. július 18. –) József Attila-díjas magyar drámaíró, műfordító, rendező.

## Életpályája
Szülei: Németh Lajos András és Váradi Júlia. 1983-1988 között az ELTE BTK történelem-irodalomtörténet szakos, majd a budapesti színművészeti egyetem DLA-hallgatója volt. 1988 után budapesti színházak ösztöndíjasa volt. 1998-2000 között a Miskolci Nemzeti Színház dramaturgja, 2000-2003 között a szekszárdi Német Színház művészeti vezetője volt. 2002 – 2014 a Bonnban majd Wiesbadenben működő New Plays from Europe Biennale fesztivál kurátora. 2002/2003-ban a POSZT válogatója, 2014-től a budapesti Táncművészeti Főiskola (2017-től Egyetem) oktatója
Műveit egyebek mellett a londoni Nemzeti Színház, a birminghami The Rep,  a bécsi Theater Nestroyhof, az  École supérieure d’ art dramatique  (TNS), (Strasbourg),  az Hippodrome de Douai, (Franciaország), a berlini Schaubühne és a szintén berlini Akademie der Künste és további német, török és más európai színházak, színművészeti főiskolák stb. is bemutatták, de játszották a New York-i off- Broadway-n is, hangjátékként a berlini Deutschlandradio, ill más rádiók  (Blgarsko Nacionalno Radio,  Hrvatska Radiotelevizija, Radio Devin, Slovakia stb.) is műsorára tűzte, az  illetve nyomtatásban is elsősorban angolul számos antológiában, de önálló kötetben is, valamint francia, német, szlovák, horvát, bolgár és több lengyel kötetben is megjelentek.
A szerző előadásait több fesztivál is meghívta, így az Union des Théatres de l`Europe, a FIND (Berlin), a Convention Théatrale Européenne (Luxembourg), a Midtown International Theatre Festival, (New York, US), az International Playwrights Festival (Birmingham, UK), Festiwal Kontakt (Toruń) valamint számos kisebb fesztivál

## Színházi munkái
A Színházi Adattárban regisztrált bemutatóinak száma: szerzőként: 25; műfordítóként: 3; rendezőként: 6.
| (ősbemutatók adatai) - Lili Hofberg (1990, Madách Kamara Sz.) - Müller táncosai (1992, Bp.-i Katona József Sz.) - Júlia és a hadnagya (1993, Miskolci Nemzeti Sz.) - Anita, avagy a szenvedély (1994, Radnóti Sz.) - Autótolvajok (2002, Nyíregyházi Móricz Zsigmond Sz.) - Haszonvágy (2003, Budapesti Kamara) - Vörös bál (2005, Nyíregyházi Móricz Zsigmond Sz.) - Deviancia (2010, Zsámbéki Színházi Bázis) - Webáruház (2011, Kolibri Sz.) - Definíció (montázs a szerző más műveiből) (2013, Zsámbéki Színházi Bázis) | - Fontane: Effi Briest (2012) - Shakespeare: Othello - Schimmelpfennig: Push up 1-3. (Budapesti Kamara, 2003) - Thomas-Bédier-Illés: Trisztán és Izolda (Millenáris / Merlin,2005) - "Freskó" (S. Hegyi Lucia haute couture -bemutató, Bp.2005) - Welsh: Trainspotting (Budapesti Kamara, 2008) - Mark Ravenhill: Piszkos fotók (Some explicit polaroids, Budapesti Kamara, 2010) - Németh Á.: Deviancia (Temesvári Csíky G. Sz.,2011) - Fontane: Effi Briest (Rózsavölgyi, 2012) - Papst - Langenegger - Németh Á: Die letzte erste Woche (Schauspielhaus Zürich -Junges Schauspiel , Svájc / Kolibri Színház, Bp) - Sobrie - Vandyck: Emlékezz rám, Kolibri,Bp. 2013) - Németh Á: Prostitúció (Füge/ Bp-i Katona József Sz., 2016) - Németh Á: Babett hazudik (Kaposvári Csíky Gergely Sz) - Bulgakov: Turbin család napjai (Kaposvári Csíky Gergely Sz.) - Németh Á: Autótolvajok (Zentai M. Kamara, Senčansko Kamerno Pozorište, Szerbia) - Németh Á: Ganz anders (Más), (Akademie der Künste/multicultural city, Berlin 2019) |

## Művei

### Kötetek

#### Magyarul
- 5 dráma. 1985-1989; Prológus, Bp., 1989
- Lili Hofberg. A Heidler-színház utolsó napjai; Madách Színház, Bp., 1990 (Madách Színház műhelye)
- Haszonvágy (két színmű) Neoprológus, Bp., 1999
- Vörös bál; Andrási Attila átiratában; in: A világ és a vége. Drámák; Szabadka, 2008 (Aracs könyvek)
- rövid prózák in: Körkép válogatásantológia , Magvető, Bp., válogatás: Király Levente, Túri Tímea 2013, 2014, 2015, 2016, 2017, 2018[37][38][39]
- színdarabok in: Rivalda válogatásantológia Magvető, Bp. 1990, 2011[40]

#### Idegen nyelven
- Mullers dancers (ford: Daniel Mornin, Melis Pálma) in: Hungarian plays , Nick Hern Books, London, 1996[41]
- Julia und ihr Leutnant (ford: Szilágyi Mária, Alexander Stillmark) in: Theater heute, Juli 1997, Berlin[42]
- Müllers Tänzer (ford: Szilágyi Mária, Alexander Stillmark) in: „Neue Theaterstücke aus Ungarn”, Bp., 1999[43]
- La troupe Muller (extrait) (ford: Marc Martin,) in : Climats , Théâtre hongrois d`une fin de siècle à l`autre 1901 – 2001 Maison Antoine Vitez, Montpellier, Franciaország, 2001[44]
- Julia i nejnijam lejtenant (ford: Hadzsikosztova Gabriella), in: Panorama, Szvremenen ungarszki tyeatr, Almanah za csuzsdesztranna literatura, Szófia, Bulgária, 2003
- Car thieves (ford Ché Walker, David Evans), Oberon Books, London, 2004
- Júlia i njezin poručnik (ford.: Curkovic Franciska) in: Nova mađarska drama Zágráb, 2005
- Müllerovi tanečníci (ford: Zuzana Havlíkova) in: Maďarská dráma, Pozsony, 2007
- Dewiacja (ford. Jolanta Jarmołowicz) in: Kolizje -Antologia nowego dramatu węgierskiego Krakkó, 2010
- The Web Emporium (ford: Eugene Brogyani) in: New theatre plays from Europe & South America for young people aged 11 -15 Vol. I. Druckhaus Köthen, Berlin, 2011
- The Purse (ford: Eugene Brogyani) in: New theatre plays from Europe & South America for young people aged 11 -15 Vol. II. Druckhaus Köthen, Berlin, 2013
- Sklep internetowy (ford: Jolanta Jarmołowicz) in: Młodzi Węgrzy online, antologia sztuk teatralnych, Adit Art, Varsó 2013
- Babett kłamie” (ford: Jolanta Jarmołowicz) in : Nowe Sztuki dla Dzieci i Młodzieży, Zeszyt 36 Centrum Sztuki Diecka w Poznaniu, Poznan, Lengyelország, 2014

### Színdarabok
- Vörös bál (1985-1989)
- Lili Hofberg (1986)
- Müller táncosai (1988)
- Júlia és a hadnagy (1989)
- Anita (1992)
- Autótolvajok (2002)
- Haszonvágy (2003)

## Filmjei
- Neonrománc (1996, a  Júlia és a hadnagya c.  drámájából  r: El Eini Sonia)

## Díjai
- Magyar Rádió nívódíja (1990, a Lili Hofberg c. színdarab hangjáték-változatáért, r: Székely Gábor)
- Örkény István drámaírói ösztöndíj (2002)
- Szép Ernő-jutalom (2006)
- József Attila-díj (2008)